# Ambar (província)
Ambar (em árabe: الانبار, lit. 'Al-Anbār') é uma das 19 províncias do Iraque. Possui 135 000 quilômetros quadrados e segundo censo de 2018, havia 1 771 656 habitantes. Sua capital fica em Ramadi. Está dividida em nove distritos:
- Abu Graibe
- Alcaim
- Anah
- Cadimia
- Faluja
- Hadita
- Hite
- Ramadi
- Rutba

## Guerra do Iraque
As Forças Armadas dos Estados Unidos transferem em 1o. de setembro de 2008 o controle da Província de Anbar para as Forças Armadas do Iraque.